# Christoph Frei

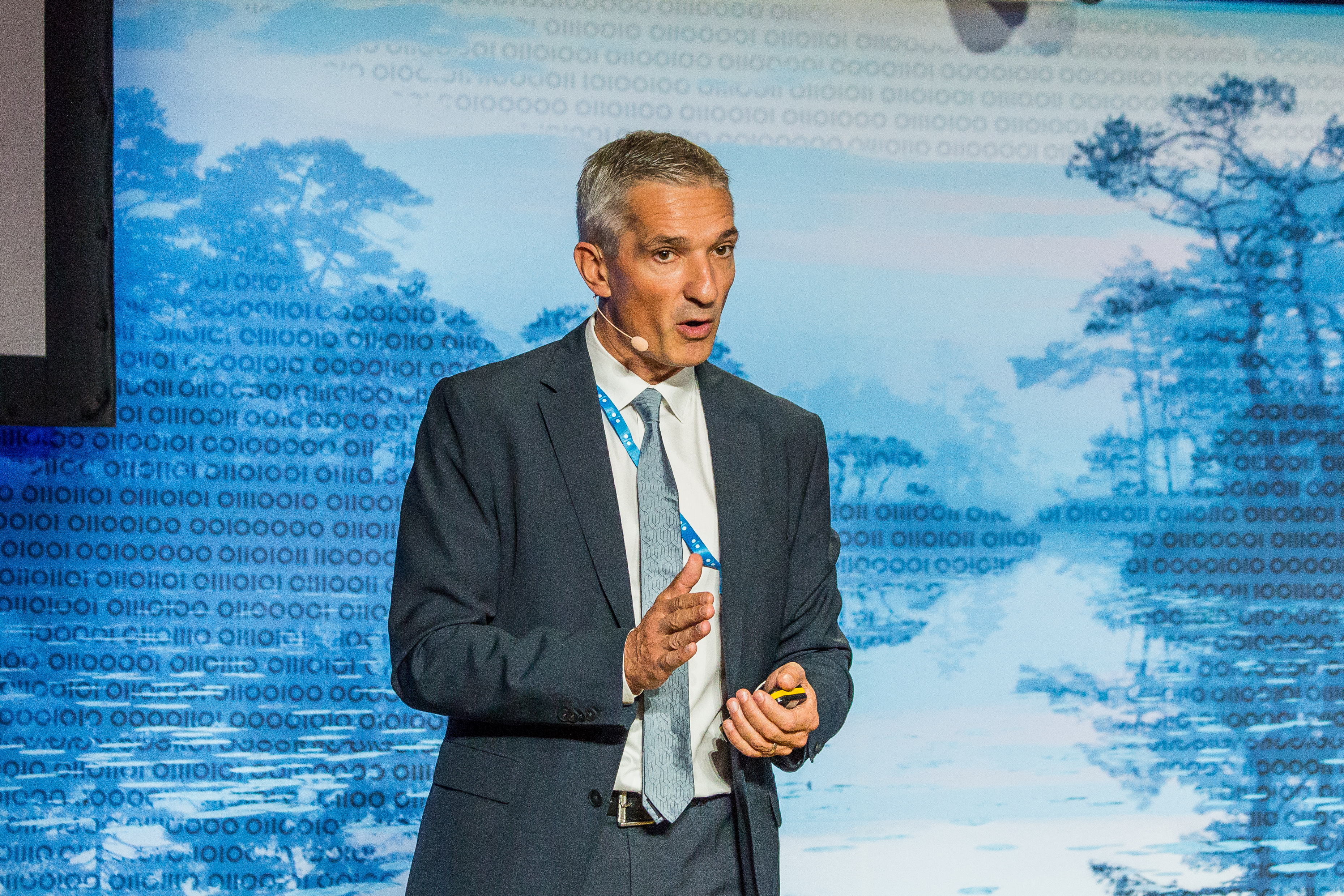
Christoph Frei (2017)

Christoph Frei (* 1960 in Frauenfeld) ist ein Schweizer Staatswissenschaftler, Publizist und seit 2006 Titularprofessor für Politische Ideengeschichte an der Universität St. Gallen.

## Leben und Karriere
Frei hat Staatswissenschaften an der Universität St. Gallen studiert, wo er später auch als Assistent tätig war. 1993 wurde er mit einer Arbeit über Hans Morgenthau promoviert. Von 1994 bis 1996 arbeitete er als persönlicher Mitarbeiter von Kurt Furgler. Nach dem Abstecher in die Politik nahm Frei Lehraufträge an verschiedenen Universitäten wahr, u. a. an der Andrássy Universität in Budapest. Von 2004 bis 2007 war er politischer Redaktor der Schweizer Monatshefte. Seit 2006 ist er Titularprofessor für Politische Ideengeschichte und Internationale Beziehungen an der Universität St. Gallen. Frei ist zudem Mitglied des Stiftungsrats des Liberalen Instituts in Zürich.
Er ist Mitherausgeber eines Bandes zum Denken von Friedrich August von Hayek.
Seit Januar 2011 ist Frei Mitglied im Beirat der Media Tenor.

## Schriften (Auswahl)
- Hans J. Morgenthau. Eine intellektuelle Biographie. Paul Haupt-Verlag, Bern 1993.
- mit Robert Nef: Contending with Hayek: On Liberalism. Spontaneous Order and the Post-Communist Societies in Transition. Peter Lang-Verlag, Bern 1994.